# Pont Jia-Shao
Le pont Jia-Shao (chinois simplifié : 嘉绍跨海大桥 ; chinois traditionnel : 嘉紹跨海大橋 ; pinyin : Jiā Shào Kuà Hǎi Dàqiáo) traverse la baie de Hangzhou entre les villes de Shaoxing et Jiaxing (province de Zhejiang) en Chine. 

## Description
Les caractéristiques du pont sont les suivantes :
- Longueur de l'ouvrage avec ses viaducs d'accès : 10 138 m
- Longueur de la succession de travées haubanées : 2 680 m
- Type de tablier dans la travée centrale : poutre-caisson en acier
- Type de tablier dans les travées d'accès : poutre-caisson en béton
- Nombre de voies : 8